# ان‌جی‌سی ۶۵۵۸
ان‌جی‌سی ۶۵۵۸ (انگلیسی: NGC 6558) نام یک کهکشان است.